# Fujian (Taiwan)
 Denne artikel omhandler Fujianprovinsen i Taiwan. Opslagsordet har også en anden betydning, se Fujian.
Fujianprovinsen eller Fukienprovinsen (福建省; Fújiàn Shěng; Hok-kiàn Séng), se øvrige navne nedenfor) er en provins i Republikken Kina (Taiwan). Den inkluderer den lille arkipæologi Kinmen-øerne og Matsu-øerne ud fra sydøstkysten af Fujian-provinsen i Kina. Provinssædet findes i Jincheng i Kinmen. Det er den ene af to provinser i Republikken Kina, den anden er Taiwanprovinsen.
Fujianprovinsen var engang en del af den traditionelle Fujianprovins i Kina, men den blev delt i to i 1949 i forbindelse med Kinesiske borgerkrig, en styres af Taiwan og en af Kina.

## underenheder
Fujianprovinsen består af to amter: Kinmen County og Lienchiang County. Disse øer har et samlet areal på 182,66 km² og et befolkningstal på 71.000 (2001). 
Følgende øer i Fujian administreres under Taiwan:
| Kinmen County (金門縣) | Lienchiang County (連江縣) |
| --- | --- |
| | |
| - Kinmen (金門島) - Lesser Kinmen (小金門島) - Wuqiuøerne (烏坵嶼) - Daqiu (大坵) - Xiaoqiu (小坵) - Dongding (東碇) - Dadan (大擔) and Erdan (二擔) | - Matsuøerne (馬祖列島) - Nangan (南竿島) - Beigan (北竿島) - Juguang (莒光列島) called Baiquan Islands (白犬列岛) by the PRC - Dongyin (東引島) and Xiyin (西引島) - Mindre øer: Liang (亮島), Gaodeng (高登), |

Kina gør krav på Kinmen kendt som Jinmen County, Quanzhou, Fujian og Matsuøerne kendt som Mazu Township, Lianjiang County, Fuzhou, Fujian.

## Styre

### Guvernører
| Guvernør               | Kinesisk | Hanyu Pinyin   | Tidsperiode                       |
| ---------------------- | -------- | -------------- | --------------------------------- |
| Tai Chung-yu           | 戴仲玉   | Dài Zhòngyù    | 1945 - May 1986                   |
| Wu Chin-tzan           | 吳金贊   | Wú Jīnzàn      | June 1986 - February 9, 1998      |
| Yen Chung-cheng        | 顏忠誠   | Yán Zhōngchéng | February 10, 1998 - May 2007      |
| Chen Chin-jun          | 陳景峻   | Chén Jǐngjùn   | December 28, 2007 - May 19, 2008  |
| Hsueh Hsiang-chuan     | 薛香川   | Xūe Xiāngchuān | May 20, 2008 - September 10, 2009 |
| James Cherng-tay Hsueh | 薛承泰   | Xūe Chéngtài   | September 10, 2009 -              |